# Ocotea racemosa
Ocotea racemosa är en lagerväxtart som först beskrevs av Paul Auguste Danguy, och fick sitt nu gällande namn av André Joseph Guillaume Henri Kostermans. Ocotea racemosa ingår i släktet Ocotea och familjen lagerväxter. Inga underarter finns listade i Catalogue of Life.